# Anabremia trotteri
Anabremia trotteri är en tvåvingeart som först beskrevs av Jean-Jacques Kieffer 1909.  Anabremia trotteri ingår i släktet Anabremia och familjen gallmyggor.
Artens utbredningsområde är Italien. Inga underarter finns listade i Catalogue of Life.